# صولويية (خبر بافت)
صولوییة (بالإنجليزية: Suluiyeh, Baft)‏ هي مستوطنة تقع في إيران في كرمان.